# Mariazellerbahn
A Mariazellerbahn egy keskeny nyomtávolságú villamosított vasútvonal Ausztriában St. Pölten és Mariazell (korábban St. Pölten és Gußwerk) között. A 760 mm-es nyomtávolsággal megépült vasútvonal eredeti hossza 91,3 km volt, de 1988-ban egy rövid szakaszon megszűnt a forgalom, így mára már csak 84,23 km hosszúságú. A vonal 6,5 kV 25 Hz-ces áramrendszerrel lett villamosítva, a megengedett legnagyobb sebesség 80 km/h.

## Története
A vasútvonalat szakaszosan adták át 1898 és 1907 között. Jelenlegi üzemeltetője a NÖVOG. Villamosítása viszonylag korán, 1907 és 1911 között történt meg, amihez nagy segítség volt a bőségesen rendelkezésre álló vízenergia.

## Járművek
A vonal megnyitásakor a forgalmat gőzmozdonyokkal szolgálták ki, majd a villamosítással egyidőben megjelentek a villamos mozdonyok is. Napjainkban korszerű, többrészes, alacsony padlós villamos-motorvonatok közlekednek a vonalon, a mozdonyos vontatást a különlegesebb alkalmakra tartogatják.

## Képgaléria

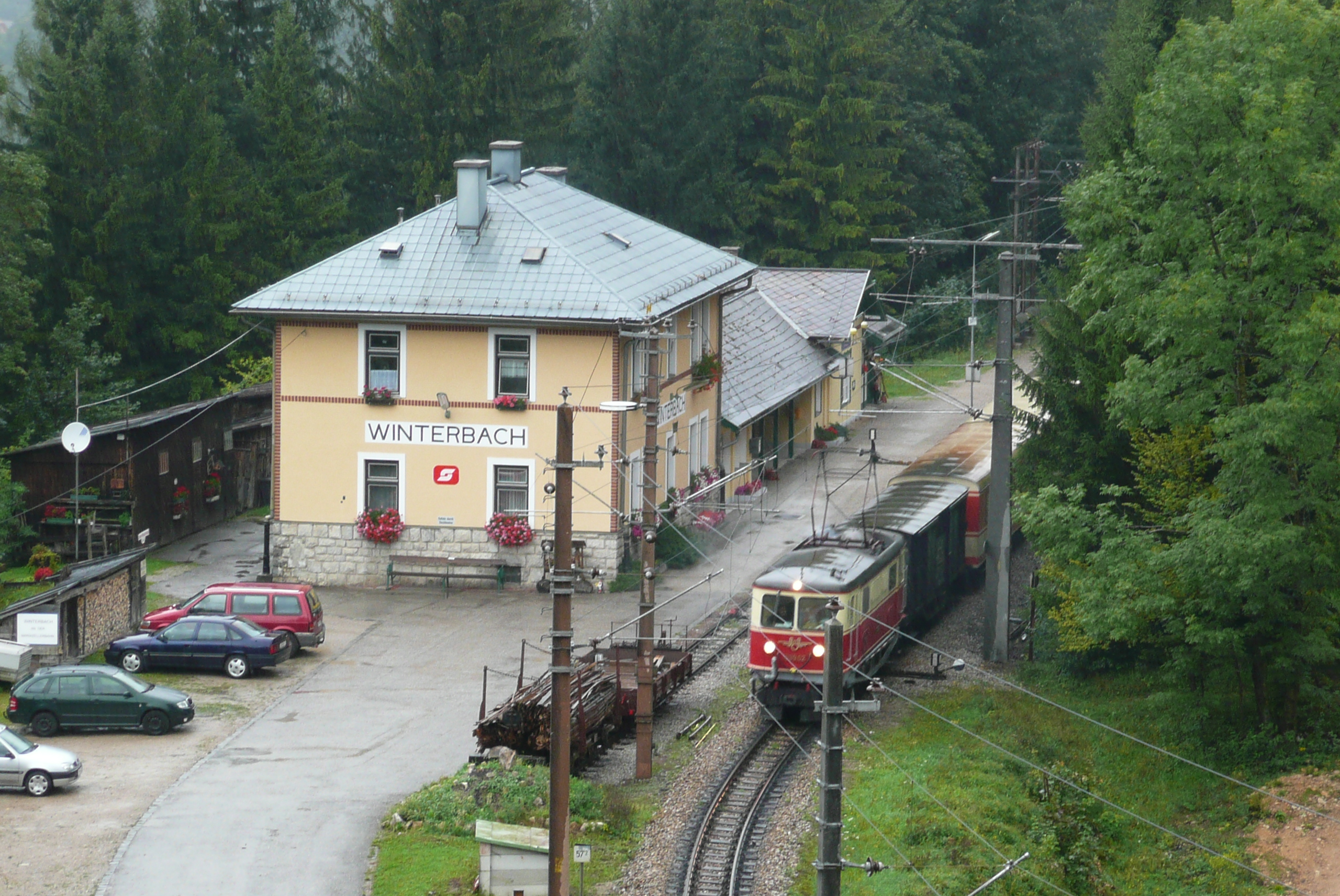
Bahnhof Winterbach 719 méteres magasságban
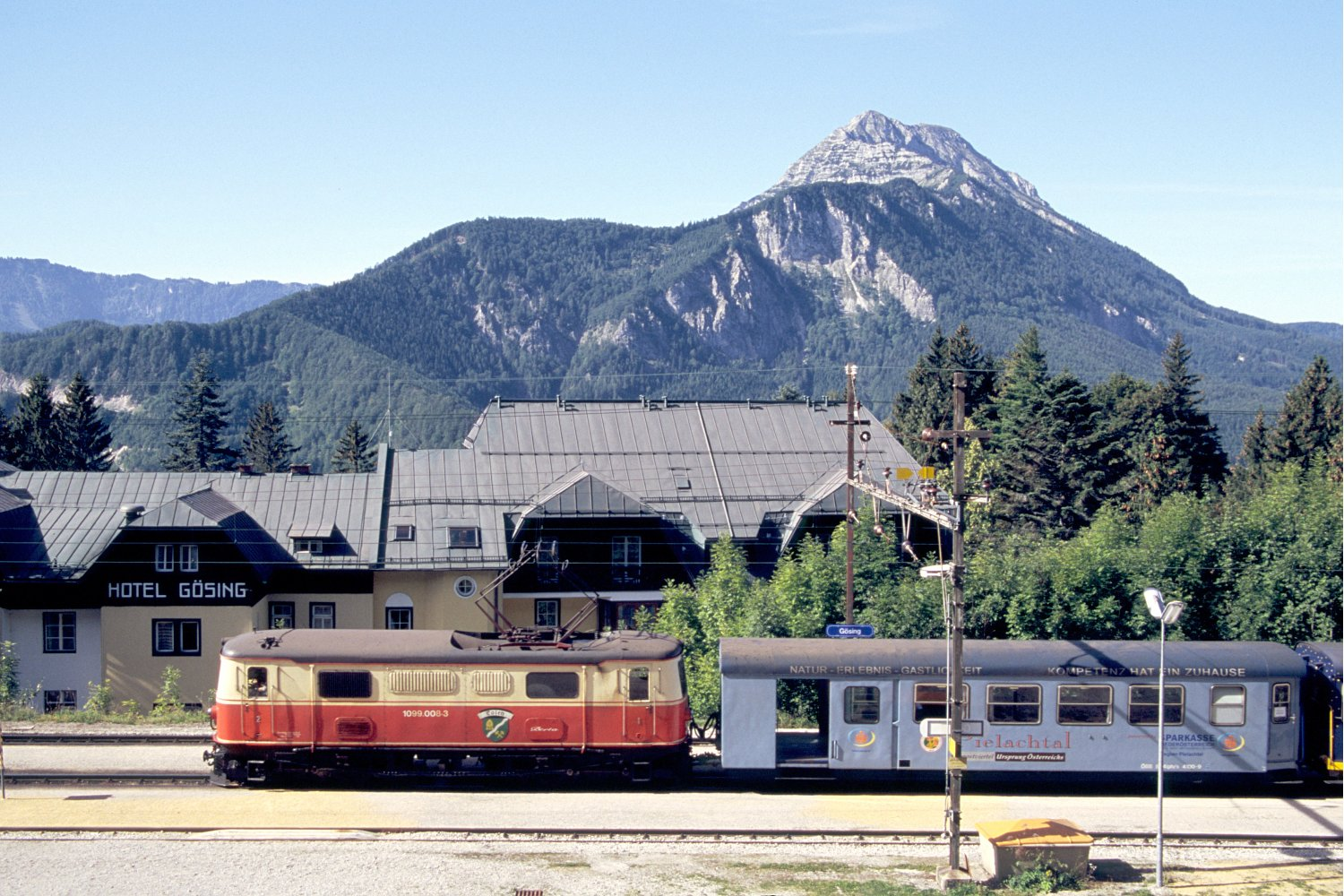
Bahnhof Gösing, panoráma az Ötscherrel
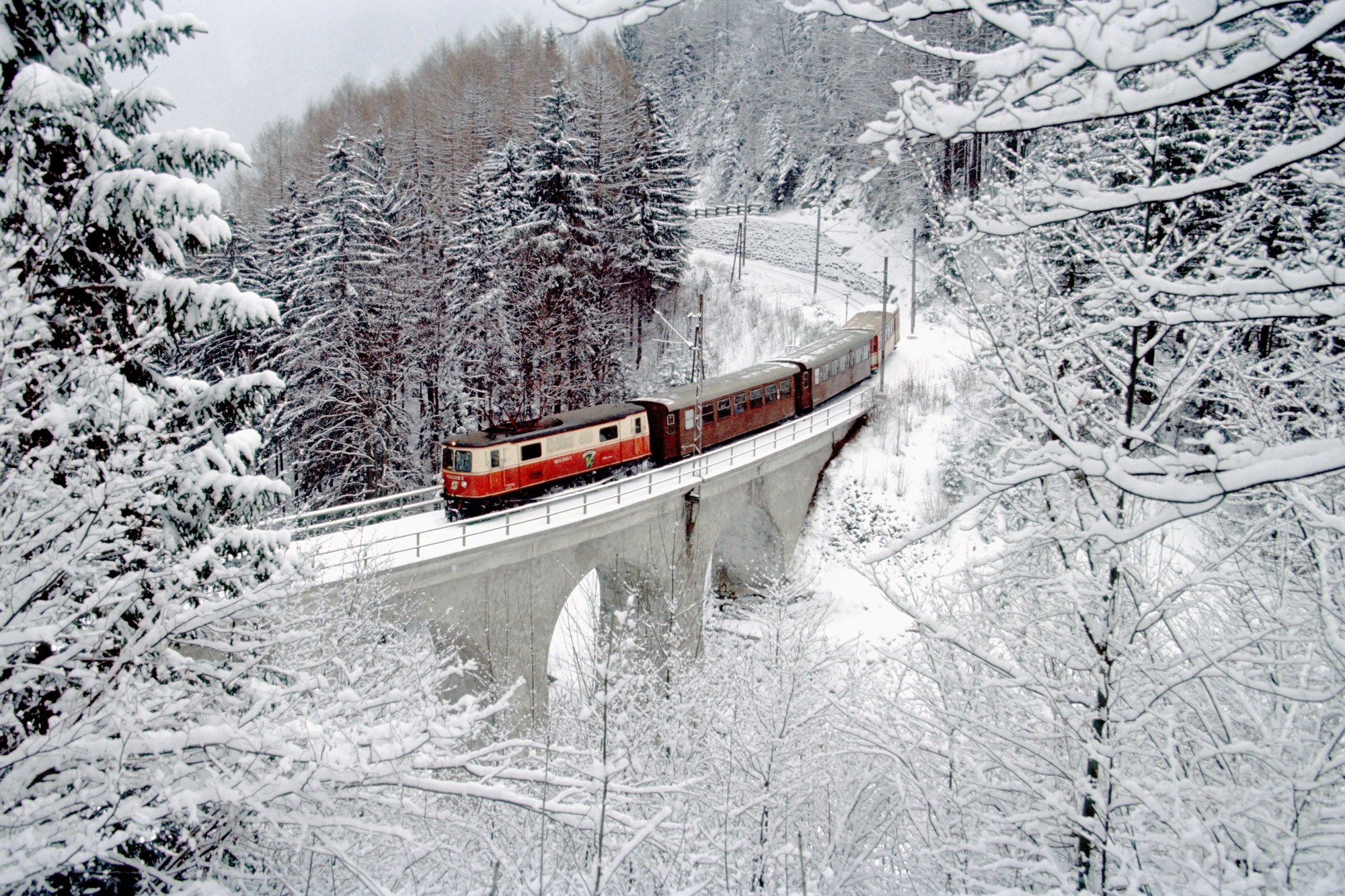
Heugrabenviadukt
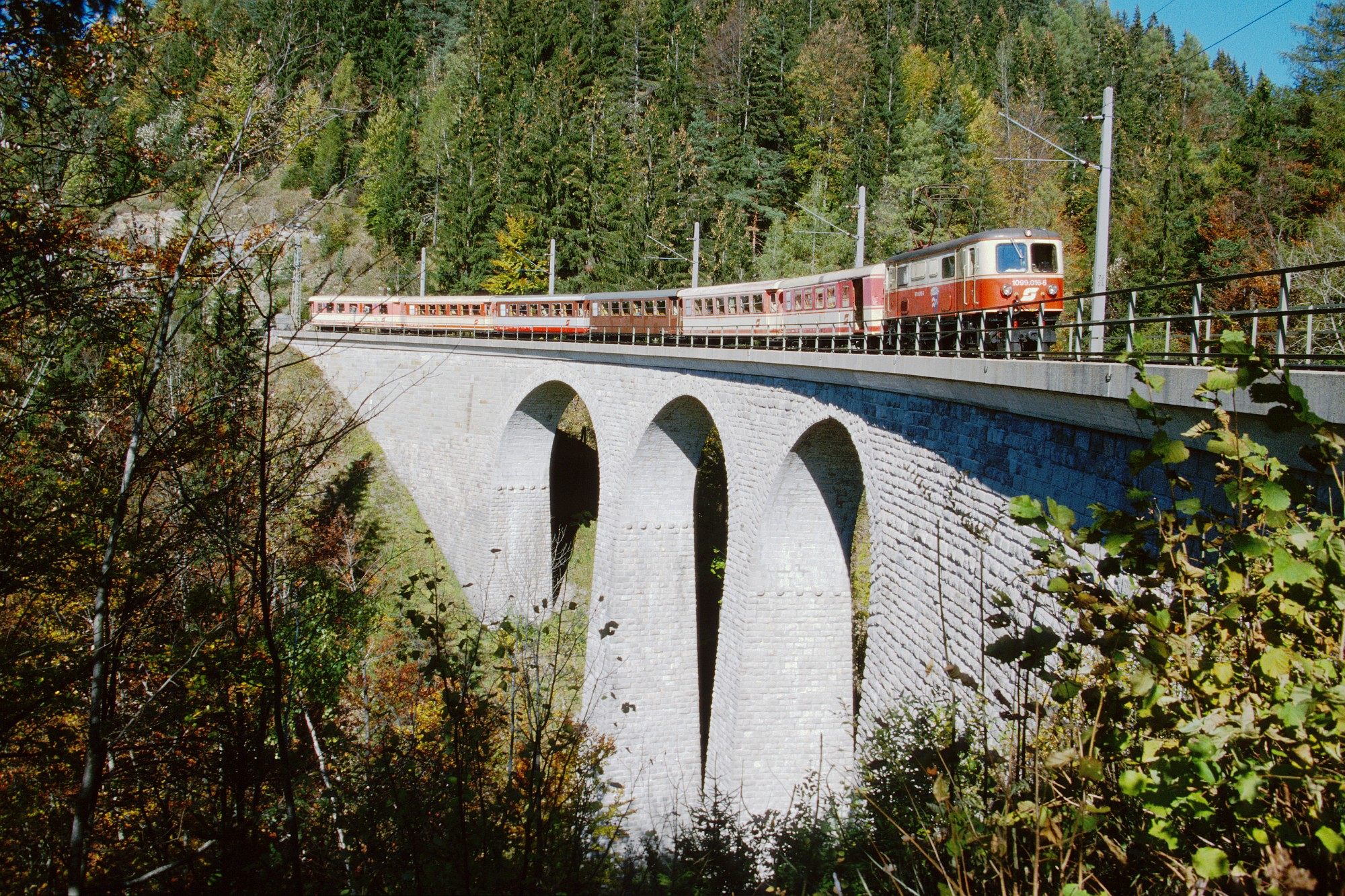
A Saugrabenviadukt
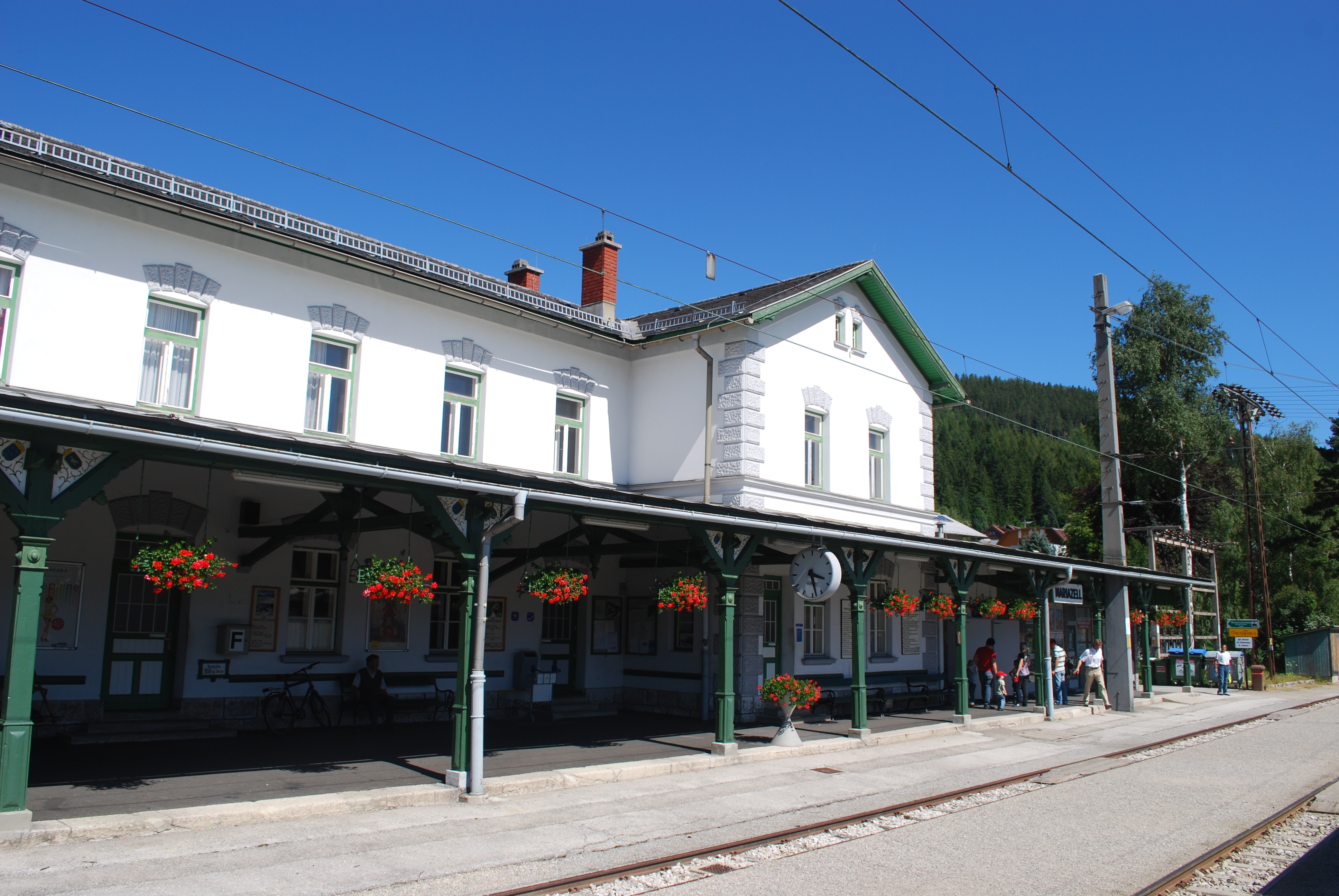
A mai végállomás, Mariazell
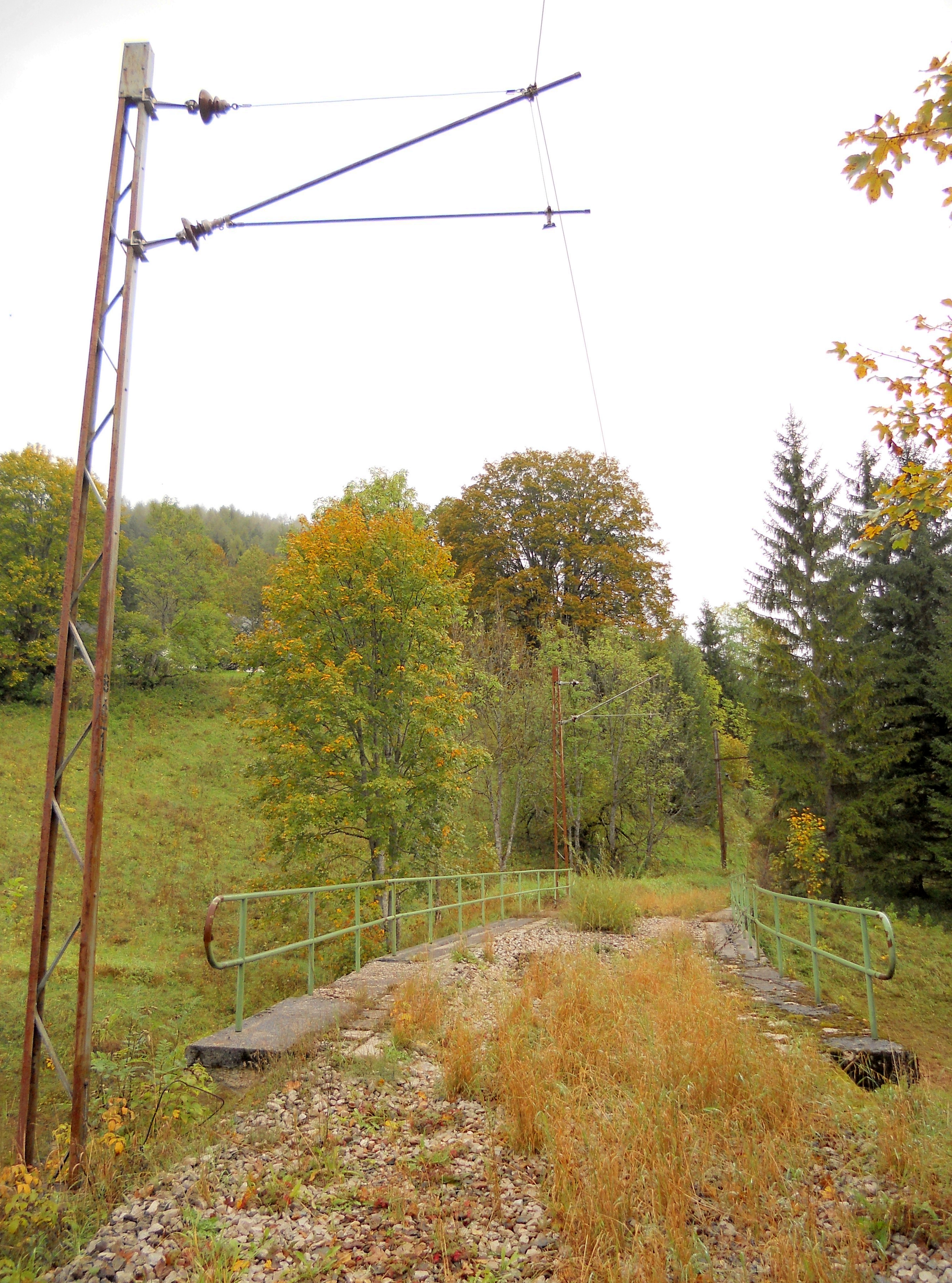
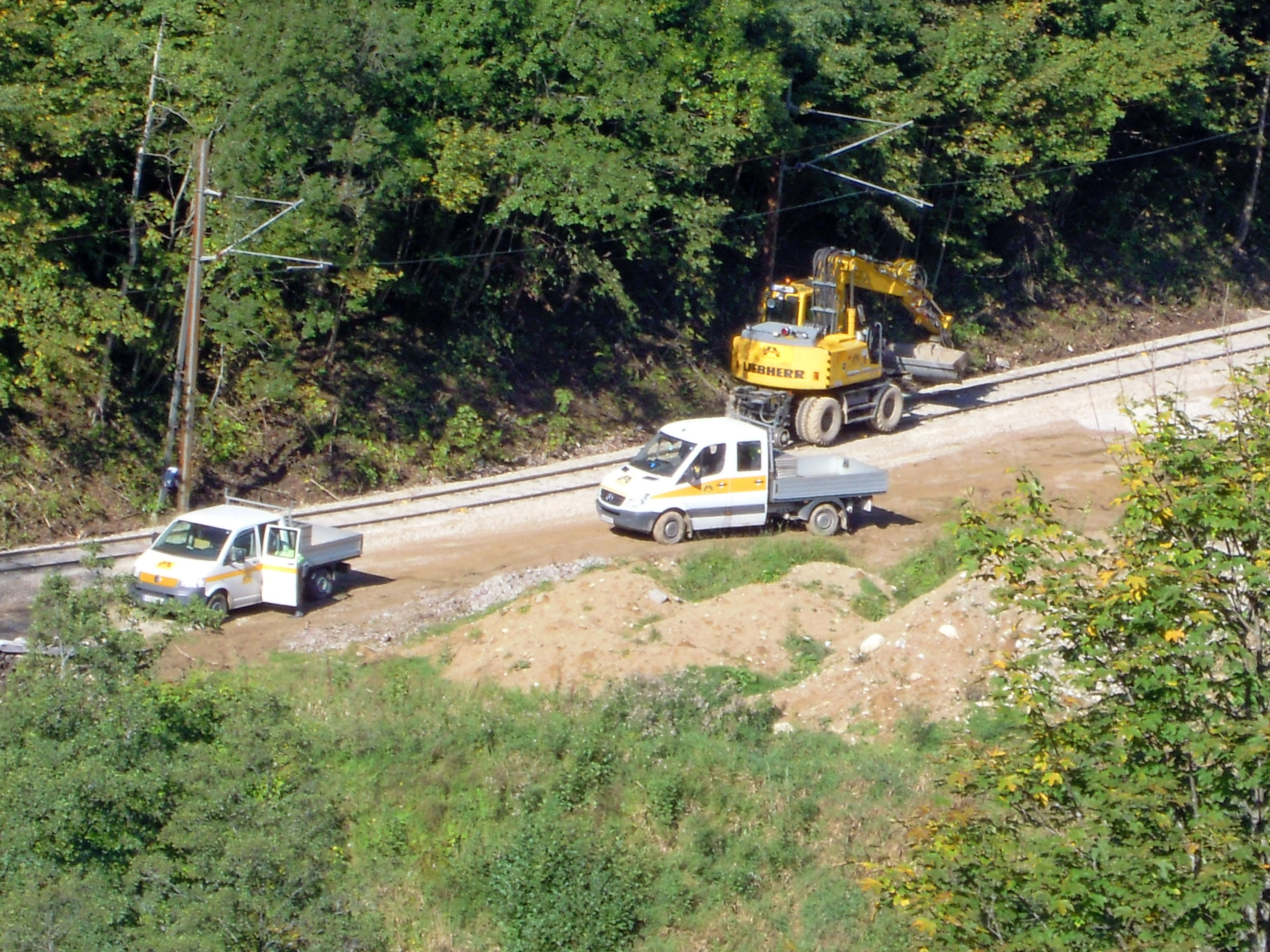

## Filmek
- SWR-Eisenbahn-Romantik: Die Mariazellerbahn (Folge 323)[halott link]
- SWR-Eisenbahn-Romantik: Die Mariazellerbahn – auf der Himmelstreppe zur Wallfahrt (Folge 816) Archiválva 2018. augusztus 19-i dátummal a Wayback Machine-ben
- Bahn im Film: Die Mariazellerbahn (Folge 37)
- 3sat: Die Mariazeller Bahn – Die Entdeckung der Langsamkeit (2009)